# لينارت نيلسون
لينارت نيلسون (بالسويدية: Lennart Nilsson)‏ (1 يناير 1959 بالسويد - ) هو لاعب كرة قدم سويدي في مركز الهجوم. شارك مع منتخب السويد لكرة القدم. أما مع النوادي، فقد لعب مع نادي إلفسبورغ ونادي غوتبورغ.

## مسيرته الكروية
لعب لينارت نيلسون خلال مسيرته الاحترافية مع ناديين في ثلاثة عشر موسمًا وسجل خلالها 61 هدفًا ضمن 243 مباراة. ولم يفز بأي موسم بالكأس وفاز في موسمين بالدوري.
خاض لينارت نيلسون مسيرته مع نادي إلفسبورغ في موسم 1978 ليلعب معه تسعة مواسم، مشاركًا في 196 مباراة سجل خلالها 49 هدفًا. ثم انتقل إلى نادي غوتبورغ في موسم 1987 ليلعب معه أربعة مواسم، حيث شارك في 47 مباراة سجل خلالها 12 هدفًا.

## وصلات خارجية
- لينارت نيلسون على موقع قاعدة بيانات كرة القدم.إي يو (الإنجليزية)
- لينارت نيلسون على موقع ناشيونال فوتبول تيمز (الإنجليزية)
- لينارت نيلسون على موقع عالم كرة القدم.نت (الإنجليزية)